# Gehlweiler

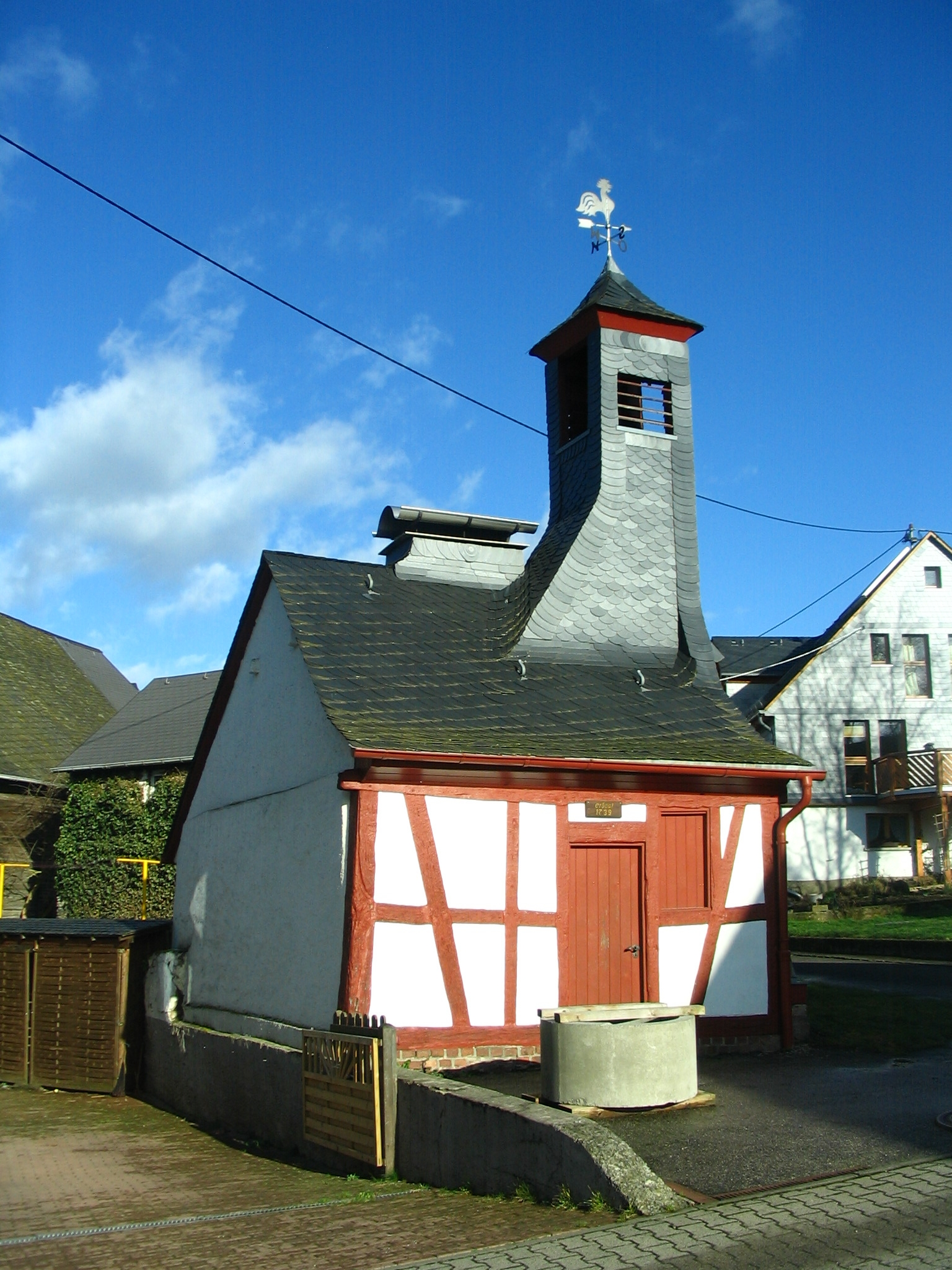
Altes Backhaus mit Glockenturm

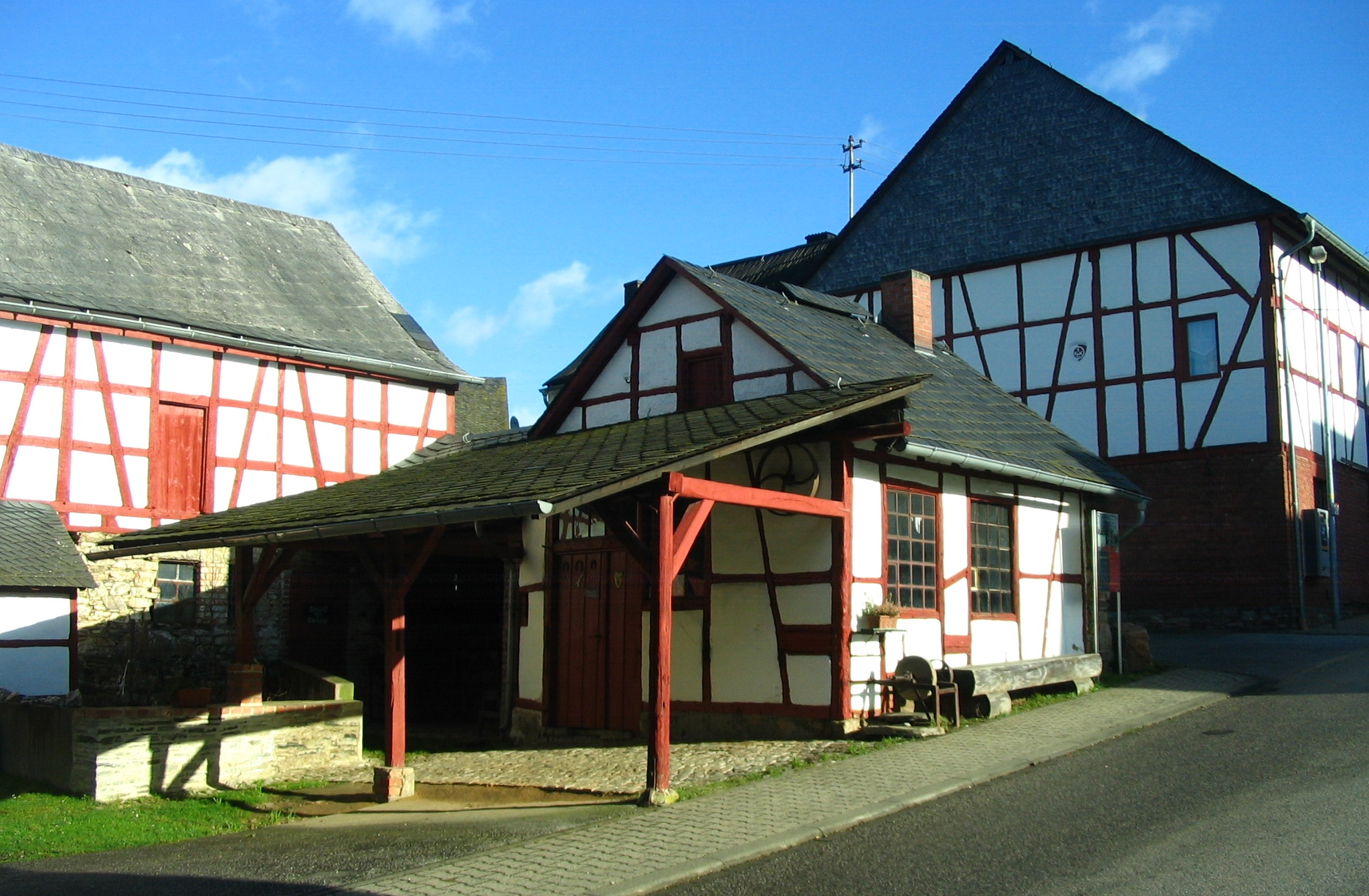
Schmiede Simon aus dem Film Heimat von Edgar Reitz

Gehlweiler ist eine Ortsgemeinde im Rhein-Hunsrück-Kreis in Rheinland-Pfalz. Sie gehört der Verbandsgemeinde Kirchberg (Hunsrück) an.

## Geographische Lage
Gehlweiler liegt zentral im Hunsrück am Westabhang des Soonwaldes, gegenüber liegt der Lützelsoon, der  Kellenbach fließt durch den Ort.

## Geschichte
Der Ort wird 1317 unter dem Namen „Gelwilre“ erstmals erwähnt. Er war Teil der Grafschaft Sponheim. Im Jahr 1707 ging Gehlweiler in badischen Besitz über. Mit der Besetzung des linken Rheinufers 1794 durch französische Revolutionstruppen wurde der Ort französisch, 1815 wurde er auf dem Wiener Kongress dem Königreich Preußen zugeordnet. Seit 1946 ist der Ort Teil des neu gebildeten Landes Rheinland-Pfalz. Das heutige Ortswappen ist vom Familienwappen des Adelsgeschlechtes von Koppenstein abgeleitet.

## Politik

### Gemeinderat
Der Gemeinderat in Gehlweiler besteht aus sechs Ratsmitgliedern, die bei der Kommunalwahl am 9. Juni 2024 in einer Mehrheitswahl gewählt wurden, und dem ehrenamtlichen Ortsbürgermeister als Vorsitzendem.

### Bürgermeister
Florian Rockenbach wurde am 17. Juli 2024 Ortsbürgermeister von Gehlweiler. Bei der Direktwahl am 9. Juni 2024 war er als einziger Bewerber mit einem Stimmenanteil von 76,6 % für fünf Jahre in das Amt gewählt worden.
Rockenbachs langjähriger Vorgänger als Ortsbürgermeister war Kurt Aßmann.

### Wappen
| Wappen von Gehlweiler | Blasonierung: „Über einem von Gold und Blau mit drei Bogen geteilten Schildfuß in blauem und goldenem Schach ein roter Pfahl, belegt mit einem schwarzen Raben.“ |
| Wappen von Gehlweiler | Wappenbegründung: Gehlweiler gehörte zum sponheimischen Amt Koppenstein, das den Rittern von Koppenstein zeitweise verpfändet war. Bei dem Schach und dem Raben handelt es sich um die Bestandteile des Wappens der Ritter von Koppenstein. Nach dem Verfall der Burg Koppenstein wohnte der Koppensteiner Amtsschultheiß in Gehlweiler. In seinem Siegel führte er im 18. Jahrhundert Schach und Rabe. Der Schildfuß verweist auf die Brücke über den Simmerbach, einen Bruchsteinbau mit drei Bögen aus dem 18. Jahrhundert. |

## Kultur und Sehenswürdigkeiten

### Bauwerke
Eine der Sehenswürdigkeiten ist die Burgruine Koppenstein, von der aus man eine gute Übersicht auf alle anliegenden Dörfer (unter anderem Gemünden, Rohrbach und Henau) hat.
Siehe auch: Liste der Kulturdenkmäler in Gehlweiler

### DrehortDie andere Heimat
Berühmtheit erlangte Gehlweiler als Drehort für die Filmreihe Heimat des Regisseurs Edgar Reitz. Im Jahr 2012 drehte Reitz als Abschluss den Kino-Film Die andere Heimat. Für die Dreharbeiten wurden in Gehlweiler mit Unterstützung des rheinland-pfälzischen Wirtschaftsministeriums Kulissen und Umbauten errichtet, die die Zeit um 1840 wiedererstehen ließen. Damals wanderten viele Hunsrücker nach Brasilien aus (dort wird heute noch Riograndenser Hunsrückisch gesprochen). Diese Auswanderungswelle ist Hauptthema des Filmes. Die Dreharbeiten begannen am 17. April 2012 in Gehlweiler und endeten im August desselben Jahres.